# Kiss & Tell
Kiss & Tell é o álbum de estreia da banda norte-americana Selena Gomez & the Scene, lançado em 29 de Setembro de 2009 pela Hollywood Records no Canadá e nos Estados Unidos. Foi bem recebido pela crítica, chegando à nona posição na Billboard 200 e na vigésima primeira posição na United World Chart. O álbum vendeu 1.800.000 cópias mundialmente em Dezembro de 2013, sendo 930 mil cópias nos Estados Unidos, sendo certificado como disco de ouro pela RIAA.
O primeiro single do álbum, "Falling Down" foi lançado para promover o álbum em 21 de Agosto de 2009. Chegando a posição #82 da Billboard Hot 100 em apenas quatro semanas de lançamento. O videoclipe do single foi lançado em 25 de Agosto do mesmo ano, logo após a estreia do filme Os Feiticeiros de Waverly: O Filme, no qual Gomez é protagonista. Em 1 de Fevereiro do mesmo ano é lançado o hit "Naturally", que chegou à primeira posição na Hot Dance Club Songs e a posição #29 da Billboard Hot 100 sendo certificado pela RIAA como single de platina pela venda de um milhão de CDs Singles ou downloads no país.

## Composição e desenvolvimento
Gomez anunciou publicamente no final de Julho de 2008 numa entrevista com Jocelyn Vena da MTV News, que iria lançar um álbum de estúdio. A cantora declarou querer pertencer a uma banda, e que os produtos tivessem a assinatura da própria. "Tell Me Something I Don't Know" foi regravado, devido ao facto da primeira gravação ter sido realizada quando a artista tinha quinze anos. Foi incluinda uma versão nova da música de Fefe Dobson, "As a Blonde", que não chegou a ser incluinda no álbum Sunday Love. Os compositores do álbum foram Ted Bruner, Trey Vittetoe e Gina Schock do grupo The Go-Go's, cuja última também contribuiu para o single de estreia do álbum. Gomez co-escreveu uma canção do álbum, intitulada "I Won't Apologize".

## Estrutura musical e letra
Musicalmente, o álbum chamou influências de diferentes artistas, como Demi Lovato, Lady Gaga. Gomez disse que o álbum terá pop rock e dance-pop. Acrescentou ainda, que a música é "divertida, energética, estimulante. Ainda sou nova e ainda estou a descobrir onde eu quero estar musicalmente. Mas acho que este é um bom começo... espero". Canções como "Falling Down" é uma música pop que contém um forte uso de bateria e guitarra elétrica com insências de synthpop. A artista mencionou que também toca instrumentos em algumas das faixas do álbum, dizendo:
| “ | Basicamente, eu quero fazer música que seja divertida e que os pais e as crianças possam saltar e passar bons momentos | ” |

Também afirmou estar a aperfeiçoar a técnica a tocar os instrumentos.
Nas letras, a cantora afirmou não tirar nenhuma experiência da sua vida pessoal. "Isso é porque apenas escrevi uma das faixas". Sobre o conceito de "Falling Down", durante uma entrevista, disse que "[...] é basicamente sobre Hollywood e que as pessoas pensam sobre o assunto e, essencialmente, como "plástico", é às vezes." Na canção "As a Blonde", originalmente uma canção Fefe Dobson, a cantora canta no que diz respeito a tentar coisas diferentes e mudar até sua personalidade.

## Recepção da crítica
| Críticas profissionais | Críticas profissionais |
| Avaliações da crítica  | Avaliações da crítica  |
| Fonte                  | Avaliação              |
| ---------------------- | ---------------------- |
| About.com              | [ 21 ]                 |
| Allmusic               | [ 22 ]                 |
| Billboard              | 50                     |
| Digital Spy            | [ 24 ]                 |
| Entertainment Weekly   | D                      |

Bill Lamb da About.com referiu que Kiss and Tell não é uma obra-prima, mas é um grande começo: "Há um punhado de grandes canções aqui, e Selena Gomez, na tenra idade de 17 anos, é definitivamente uma artista para assistir. Selena Gomez prova que pode ouvir rock bem como entregar numa balada mais calma. Selena Gomez tem um maturidade que aponta na direcção da grande música para vir".
Tim Sendra da AllMusic disse que: "Graças ao facto de que uma das equipas de composições tem ex-Go-Go Gina Schock como membro, e graças a canções como "Kiss & Tell". Provavelmente, a melhor ideia para o futuro é para Gomez continuar a fazer registos tão diversos e bem construídos como Kiss & Tell, mantendo os mesmos produtores e compositores a bordo e da manutenção da atitude inteligente e atrevida mesmo que ela exibe por toda parte. Isso deve manter os jovens e adolescentes felizes, enquanto imprimindo e emocionando os fãs de capitais perfeitamente construída "P" pop, também".
Mikael Madeira da revista Billboard afirmou: "Considerando o quão perto que o novo conjunto segue, em situação semelhante aos esforços de pop por Miley Cyrus e Demi Lovato, os fãs de Gomez podem compartilhar o sentimento: Não é sempre fácil dizer o que distingue o trabalho desta estrela de TV da Disney. Isso não quer dizer que Kiss & Tell não entrega a sua carga necessária de electro-rock, mas se Gomez quer durar mais que o seu contexto actual, a sua música poderia usar mais de seu nele".
Robert Copsey do Digital Spy comentou que a presença da banda de Gomez, The Scene, é "misteriosa", já que eles estão "ausentes na encarte do álbum" e "realmente não aparecem na capa". Escreveu também que "como a maioria das produções recentes da Disney, [o álbum] é cheio de compositores e produtores talentosos", mas completou que "infelizmente, muitas das canções saem como sacarina, híbridos de Miley/Avril/Pink".
Michael Slezak da Entertainment Weekly criticou que falta fonte de subsídio próprio por falta da cantora e da sua banda, chegando a afirmar que a jovem "está a cometer os mesmos erros de Avril Lavigne".

## Canções
Kiss & Tell é composto por canções com pop rock, electro-rock, e música dance, com influências de características synthpop. "Kiss & Tell" é a primeira canção do álbum que conta a história de um suposto amigo que conta os seus segredos e é descrito como um tom electro rock, com guitarras punkish, gritos de "Hey!" e até um toque de bateria. "I Won't Apologize" é um enérgico electro-rock, co-escrito por Selena Gomez, e para alguns soa um pouco como Kelly Clarkson. "Falling Down" é o primeiro single do álbum que, junto com "Kiss & Tell", tem uma batida agressiva, quase bratty, ataque que pede igualmente da atitude punk e pop.  "I Promise You" é uma balada pop-rock características synth-pop. "Crush" é um rock agressivo  que vocalmente e liricamente soa semelhante ao de Avril Lavigne. "Naturally" é uma canção electropop com uma memorável vocal.
Outra balada, "The Way I Loved You", é vocalmente semelhante ao de Miley Cyrus "More" é um uma dança electro rock, que liricamente, faz chamadas para os holofotes. "As a Blonde" é uma versão synthpop pop-rock do original de Fefe Dobson. "I Don't Miss You At All" é uma canção electropop com techno e batidas de sintetizador, sobre as influências pós-ruptura e de sons semelhantes à música "Untouched" do grupo feminino, The Veronicas. "Stop and Erase" é uma canção electro-rock sobre um passado doloroso, com intimidações e provocações. "I Got U" é uma balada pop-rock que, segundo Bill Lamb da About.com, é uma "mistura de doçura e intensidade que parece distintamente de Selena Gomez. "Tell Me Something I Don't Know" é uma canção que foi gravada originalmente para a banda sonora de Another Cinderella Story, mas foi regravada para este álbum.

## Promoção
Radio Disney estreou algumas canções do álbum de, segunda-feira 21 setembro de a sexta, 25 de Setembro: "Kiss and Tell", "Naturally", "Crush", "I Promise You" e "More". A 26 de setembro, a emissora de rádio estreou o álbum inteiro, com retransmissão no dia seguinte. Três dias depois, antes da festa de lançamento do álbum, Selena Gomez e a sua banda actuaram ao vivo no Dancing with the Stars . Estão agendadas actuações de canções do álbum na futura digressão a House of Blues, em 2010.

## Singles
- "Falling Down" é o single de estreia do álbum, foi lançado a Rádio Disney a 21 de Agosto de 2009, e mais tarde, disponibilizado para compra física quatro dias depois, em países seleccionados.[33] O vídeo musical, estreou no Disney Channel a 28 de Agosto de 2009.[33] Foi recebida positivamente pelos críticos, alegando que o que Gomez continua a provar é que tem talento e energia para combinar com qualquer dos outros actos de sucesso da Disney que vieram antes.[19] "Falling Down" chegou ao número noventa e um na tabela musical Billboard Hot 100,[27] e em oitenta e três no Canadian Hot 100.[34]

- "Naturally" foi confirmada como segundo single num webcast ao vivo de Gomez, em 29 de Outubro de 2009.[35] O vídeo musical da canção foi gravado a 14 de Novembro de 2009[36] e estreou no dia 11 de Dezembro no canal televisivo Disney Channel.[37]

## Alinhamento de faixas
Consiste em doze faixas no álbum, mais uma bônus, que é uma nova versão da canção "Tell Me Something I Don't Know".
| Edição padrão  |                                                |                                           |                 |         |  |
| N.º            | Título                                         | Compositor(es)                            | Produtor(es)    | Duração |  |
| 1.             | "Kiss & Tell"                                  | Ted Bruner Trey Vittetoe Gina Schock      | Bruner Vittetoe | 3:17    |  |
| 2.             | "I Won't Apologize"                            | Selena Gomez John Fields William McAuley  | Fields          | 3:06    |  |
| 3.             | "Falling Down"                                 | Ted Bruner Trey Vittetoe Gina Schock      | Bruner Vittetoe | 3:04    |  |
| 4.             | "I Promise You"                                | Isaac Hasson Lindy Robbins Mher Filian    | SuperSpy        | 3:20    |  |
| 5.             | "Crush"                                        | Ted Bruner Trey Vittetoe Gina Schock      | Bruner Vittetoe | 3:19    |  |
| 6.             | "Naturally"                                    | Antonina Armato Tim James Devrim Karaoglu | Rock Mafia      | 3:22    |  |
| 7.             | "The Way I Loved You"                          | Shelly Peiken Rob Wells                   | Wells           | 3:33    |  |
| 8.             | "More"                                         | Hasson Robbins Filian                     | SuperSpy        | 3:30    |  |
| 9.             | "As A Blonde"                                  | Fefe Dobson Greg Wells Peiken             | Wells           | 2:47    |  |
| 10.            | "I Don't Miss You At All"                      | Robbins Toby Gad                          | Gad             | 3:40    |  |
| 11.            | "Stop & Erase"                                 | Ted Bruner Trey Vittetoe Gina Schock      | Bruner Vittetoe | 2:52    |  |
| 12.            | "I Got U"                                      | Matthew Wilder Tamara Dunn                | Wilder          | 3:34    |  |
| 13.            | "Tell Me Something I Don't Know (bonus track)" | Armato Ralph Curchwell Michael Nielsen    | Rock Mafia      | 2:55    |  |
| Duração total: | Duração total:                                 | Duração total:                            | Duração total:  | 42:20   |  |

| Edição Japonesa |                                         |                        |                 |         |  |
| N.º             | Título                                  | Compositor(es)         | Produtor(es)    | Duração |  |
| 14.             | "Falling Down (Plug in Language Remix)" | Bruner Vittetoe Schock | Bruner Vittetoe | 7:14    |  |
| Duração total:  | Duração total:                          | Duração total:         | Duração total:  | 49:34   |  |

| Edição Europeia |                                   |                       |                |         |  |
| N.º             | Título                            | Compositor(es)        | Produtor(es)   | Duração |  |
| 14.             | "Naturally (Dave Audé Radio Mix)" | Armato James Karaoglu | Rock Mafia     | 4:02    |  |
| Duração total:  | Duração total:                    | Duração total:        | Duração total: | 48:51   |  |

### Edição exclusiva
Target, a loja de vendas online, contém uma versão CD/DVD exclusiva.
Conteúdo do DVD
Mais de 20 minutos de imagens exclusivas, incluem:
1. Making of de Kiss & Tell
2. Vídeo musical de "Falling Down"
3. Galeria de fotos

## Créditos
O álbum atribui os seguintes créditos:
| - Selena Gomez- Vocais, voz de fundo - Chris Anderson- Engenheiro de som, misturador de som - Antonina Armato- Produtor - Adam Comstock- Engenheiro de som - Dorian Crozier- Bateria, assistente de engenheiro de som - Fefe Dobson- Voz de fundo - John Fields- Baixo, guitarra, bateria, teclado, programador, produtor, engenheiro de som, misturador - Mher Filian- Teclado, programador - Josh Freese- Bateria - Toby Gad- Programador, misturador de som, programador, instrumentista - Paul David Hager- Misturador de som - Steve Hammons- Engenheiro de som - Isaac Hasson- Baixo, guitarra, teclado, programador - Jeri Heiden- Director de arte - Sean Hurley- Baixo - Greg Johnston- Guitarra - Devrim Karaoglu- Produtor | - Char Licera- Voz de fundo - Jon Lind- A&R - Jimmy Messer- Guitarra - Clif Norrell- Misturador de som - Paul Palmer- Misturador de som - Shelly Peiken- Produtor vocal - Tim Pierce- Guitarra - Lindy Robbins- Voz de fundo - Gina Schock- Voz de fundo - David Snow- Director criativo - Nick Steinhardt- Design - Luke Tozour- Engenheiro de som - Trey Vittetoe- Produtor, Engenheiro de som, instrumentista - Robert Vosgien- Maestro - Cindy Warden- A&R - Rob Wells- Programador, produtor, engenheiro de som, produtor vocal, instrumentista - Matthew Wilder- Produtor, engenheiro de som, misturador de som, instrumentista - Ghian Wright- Engenheiro de bateria |

## Desempenho nas tabelas musicais
| Tabelas musicais (2009)          | Melhor posição |
| -------------------------------- | -------------- |
| Argentina - Ranking Mensual Pop  | 2              |
| Estados Unidos - Billboard 200   | 9              |
| Estados Unidos - Digital Albums  | 10             |
| Canadá - Canadian Albums         | 18             |
| México - Mexico Albums Top 100   | 20             |
| Nova Zelândia - NZ Albums Top 40 | 21             |
| Mundo - United World Chart       | 21             |

| País           | Fornecedor | Certificação |
| -------------- | ---------- | ------------ |
| Estados Unidos | RIAA       | Ouro         |

## Histórico de lançamento
| Pais           | Data                   | Formato              | Editora discográfica      | Catálogo   |
| -------------- | ---------------------- | -------------------- | ------------------------- | ---------- |
| Estados Unidos | 29 de Setembro de 2009 | CD, descarga digital | Hollywood Records         | B001QXE0OC |
| Canadá         | 29 de Setembro de 2009 | CD, descarga digital | Hollywood Records         | B001QXE0OC |
| Austrália      | 19 de Outubro de 2009  | CD, descarga digital | Universal Music Austrália | 8713096    |